# Histoire de l'Armée de terre australienne
L’histoire de l'armée de terre australienne décrit les événements ayant affecté l'armée de terre de l'Australie depuis le retrait des forces militaires britanniques en 1870.

## Les deux armées: la Milice et les forces permanentes (1870-1947)
Pendant les 80 ans qui ont suivi la première implantation d'une colonie britannique en Australie, les seuls soldats professionnels en Australie furent des membres d'unités de l'Armée britannique.
Le premier conflit dans lequel un grand nombre de soldats nés en Australie ont combattu outre-mer a été les guerres maories entre 1863 et 1872, bien que la quasi-totalité des 2 500 hommes aient servi dans les unités coloniales néo-zélandaises ou même plus simplement dans l'armée britannique.
Lorsque les unités britanniques ont été retirés en 1870, les six colonies australiennes avaient déjà leurs propres unités de réserve, des volontaires employés à temps partiel, connues sous le nom de milice ou de « volontaires » (volunteers). Les gouvernements coloniaux ont commencé à former des unités d'artillerie professionnelles pour servir dans les batteries côtières. À partir de 1877, des officiers britanniques furent envoyés pour conseiller les colonies sur les questions de défense et, au début des années 1880, la première conférence inter-coloniale de défense fut organisée.
Au cours de l'année 1885, le gouvernement de Nouvelle-Galles du Sud envoya un bataillon d'infanterie, d'artillerie et des unités d'appui pour la courte campagne britannique au Soudan.
Au cours de la dépression économique du début des années 1890, les grandes grèves dans les diverses colonies ont obligé les gouvernements à mobiliser et à menacer de recourir à la milice contre les grévistes. Ces décisions ont été très impopulaires et ont conduit au succès historiquement important des campagnes contre la formation de forces régulières. Un  système « à deux armées » fut créé, avec des unités d'infanterie qui formeraient la milice, alors que l'artillerie et les autres unités de soutien restaient dans les forces armées permanentes.
Comme la création du Commonwealth d'Australie approchait, le 24 août 1899 les unités d'artillerie furent fusionnées pour former la première unité de l'armée fédérale australienne.

## Guerre des Boers (1899-1902)
Avant la création du Commonwealth d'Australie et la formation d'une armée nationale, les six gouvernements coloniaux australiens, autonomes et indépendants, envoyèrent des contingents en Afrique du Sud pour servir dans la deuxième guerre des Boers.
Le Queensland, le premier proposa, en juillet 1899, quelques mois avant la déclaration de guerre de fournir un détachement de 250 hommes pour soutenir la Grande-Bretagne dans une guerre qu'il sentait imminente. En parallèle, le gouvernement britannique demanda aux gouvernements de Nouvelle-Galles du Sud et du Victoria d'envoyer des soldats en Afrique du Sud.
Les premiers soldats à partir furent ceux de Nouvelle-Galles du Sud qui arrivèrent en Afrique en novembre 1899. Un autre détachement, parti d'Australie en novembre 1899 et connu comme le Australian Regiment, fut une unité d'infanterie, composée principalement de volontaires des colonies du Victoria, Tasmanie, Australie-Méridionale et Australie-Occidentale, qui a arriva sur un seul navire au Cap en décembre 1899. En raison de la façon dont la guerre devait se dérouler, ces troupes furent converties de l'infanterie en infanterie montée, troupes se déplaçant à cheval mais combattant à pied.
Devant la forte résistance des forces Boers, les britanniques furent conduits à recruter davantage dans les colonies australiennes. Connus sous le nom de Bushmen, ces soldats étaient généralement des bénévoles très compétents en équitation et au tir mais sans expérience militaire. Après la création de la Fédération australienne, le 1er janvier 1901, huit nouveaux bataillons montés australiens furent envoyés.
Bon nombre d'unités australiennes ont eu une courte période de service et certaines ont fait l'objet de restructuration. Les unités australiennes furent souvent incorporées dans des unités multinationales, telles que la Bushveldt Carbineers, dans laquelle servirent Harry "Breaker" Morant et Peter Hancock avant de passer en cour martiale et d'être fusillés pour crimes de guerre.
Les unités australiennes servirent dans des actions remarquables comme les batailles de Sunnyside, Slingersfontein, Rose Hill, les sièges de l'Eland's River, Rhenosterkop et Haartebeestefontein. Les Australiens participèrent à la prise de Johannesburg et pénétrèrent les premiers dans Pretoria. Plus tard, les 11 et 12 juin 1900, ils participèrent à la bataille de Diamond Hill.
En tout, 16 175 Australiens, avec 16 314 chevaux, servirent dans la guerre des Boers; 251 furent tués au combat, 267 sont morts pour d'autres raisons et 43 ont été portés disparus en action. Six croix de Victoria ont été attribuées à des membres des contingents australiens. Beaucoup d'Australiens ne prolongèrent pas leur service armé, un certain nombre restèrent après la guerre et s'installèrent dans le pays, tandis que d'autres, après être retournés en Australie, revinrent en Afrique du Sud.

## 1901-1914
Pendant que la guerre des Boers faisait rage, le Commonwealth d'Australie fut créé le 1er janvier 1901. Le 1er mars, 28 923 soldats répartis en 1 457 soldats de métier, 18 603 miliciens payés et 8 863 bénévoles, furent transférés à la nouvelle armée australienne. Toutefois, les unités ont continué d'être administrées individuellement selon les différentes anciennes lois coloniales. Le général britannique Sir Edward Hutton, ancien commandant des forces militaires de Nouvelle-Galles du Sud, devint le premier commandant des Forces du Commonwealth le 26 décembre et se mit au travail pour élaborer un statut intégré pour la nouvelle armée. 
La Loi sur la défense de 1903 (Defence Act of 1903) regroupa toutes les unités soue le même système de lois. Ce système interdisait d'augmenter les effectifs de l'infanterie et précisait que les milices ne pouvaient pas être utilisées dans les conflits syndicaux ni servir en dehors de l'Australie. La grande majorité des soldats restèrent dans les unités de la milice, maintenant connue sous le nom de Citizen Military Forces (Forces armées des citoyens) ou CMF.
En 1911, deux modifications importantes furent apportées à la loi à la suite d'un rapport de Lord Kitchener : la création du collège militaire royal de Duntroon et la mise en route d'un système de service national universel obligatoire: les garçons de 12 à 18 ans devenaient des cadets, et les hommes âgés de 18 à 26 devaient servir dans les CMF.

## Première Guerre mondiale
Lorsque le Royaume-Uni déclara la guerre à l'Allemagne au début de la Première Guerre mondiale, le gouvernement australien suivit sans hésitation. Cette décision était attendue par la population australienne, en raison, à l'époque, du très grand nombre de citoyens australiens nés là-bas ou de citoyens de première génération anglo-australiens. À la fin de la guerre, près de 20 % de des membres des forces australiennes étaient nés au Royaume-Uni, même si presque tous s'étaient engagés comme Australiens en Australie.
Parce que les milices existantes n'avaient pas le droit de servir outre-mer, un groupement expéditionnaire de volontaires, l'Australian Imperial Force (AIF) fut créé à partir du 15 août 1914. Le gouvernement australien s'engagea à fournir 20 000 hommes, partagés entre une division d'infanterie, une brigade de cavalerie et des unités de soutien. Le premier commandant de l'AIF fut le général William Bridges, qui prit également le commandement de la division d'infanterie. 
Toutefois, la première cible d'action pour l'Australie se trouva à proximité du pays; ce fut de s'emparer des avant-postes coloniaux allemands dans le Sud-Ouest du Pacifique et en Nouvelle-Guinée. Une force de 2 000 hommes fut réunie à cette fin. Connu sous le nom de Force expéditionnaire navale et terrestre australienne (Australian Naval and Military Expeditionary Force (AN&MEF (AN & MEF)), elle débarqua en Nouvelle-Guinée près de Rabaul le 11 septembre 1914 et après quelques combats, la garnison allemande capitula le 21 septembre.
Partie d'Australie-Occidentale le 1er novembre 1914, l'AIF fut d'abord envoyée en Égypte sous contrôle britannique à l'époque pour anticiper toute attaque de l'Empire ottoman et en vue d'ouvrir un nouveau front contre les puissances centrales. L'AIF disposait de quatre brigades d'infanterie. Les trois premières composaient la 1re division. La 4e brigade rejoignit la seule brigade d'infanterie de Nouvelle-Zélande pour former la division de Nouvelle-Zélande et d'Australie.
Le corps d'armée combiné d'Australie et de Nouvelle-Zélande (Australian and New Zealand Army Corps (ANZAC Corps)) formé au départ des deux divisions précédentes et commandé par le général britannique William Birdwood, entra en action lorsque les forces alliées débarquées sur la péninsule de Gallipoli, le 25 avril 1915 (maintenant commémoré comme l'Anzac Day). La bataille de Gallipoli dura huit mois et fut un échec sanglant. À la fin de la campagne, les Australiens avaient eu 8 700 tués et 19 000 blessés ou malades. Le contingent initial avait continué de croître avec l'arrivée de la 2e division australienne qui avait été formée en Égypte avant de se rendre à Gallipoli, en août.
Après le retrait de Gallipoli, l'infanterie connut une expansion importante avec les deux  premières divisions  qui furent divisées en deux pour créer deux autres divisions (les 4e et 5e). La 3e division formée en Australie fut envoyée en France. Les brigades de cavalerie servirent dans l'infanterie à Gallipoli. En 1916, elles récupérèrent leurs chevaux et formèrent les divisions de cavalerie en Égypte avant d'aller combattre les forces turques dans le Sinaï et en Palestine. L'Australie a également fourni la majorité des troupes de la nouvelle brigade impériale de chamellerie.
La première division australienne à faire le baptême du feu sur le front occidental fut la 5e division qui fut jetée sans préparation dans la futile bataille de Fromelles, une mesure de diversion de la bataille de la Somme qui coûta à la division 5 500 victimes pour rien. Les 1er, 2e et 4e comme l'Anzac Corps, participèrent à la bataille de Pozières et la bataille de la ferme du Mouquet au cours de la bataille de la Somme. En Égypte, la brigade de cavalerie aida à repousser la tentative turque de capture du canal de Suez lors de la bataille de Romani.
Au cours de l'année 1917, les cinq divisions combattirent en France dans trois offensives alliées: la bataille de Bullecourt (qui fit partie de la bataille d'Arras), la bataille de Messines et de la troisième bataille d'Ypres. Pendant ce temps, la cavalerie australienne était entrée au sud de la Palestine. Après deux tentatives pour briser la défense turque de la bande de Gaza, la victoire décisive vint lors de la troisième bataille de Gaza au cours de laquelle les Australiens prirent la ville de Beersheba dans une dramatique charge de cavalerie. À la fin de l'année, les forces britanniques avaient capturé Jérusalem.
L'offensive allemande du printemps 1918 éclata par l'assaut des lignes britanniques au sud de la Somme. Les Australiens furent appelés pour mettre fin à l'avance allemande de l'est d'Amiens au cours de la bataille de Villers-Bretonneux. Dans le cadre des préparatifs pour les contre-offensives britanniques, le corps d'armée australien nouvellement formé commandé par le général John Monash, combattit à la bataille du Hamel, largement considérée comme la meilleure mise en œuvre de la stratégie militaire sur le front occidental. La dernière offensive alliée commença avec la bataille d'Amiens, le 8 août, et les divisions australiennes avec le corps d'armée canadien, furent le fer de lance de l'avance au sud de la Somme. Fin septembre, les divisions australiennes étaient gravement diminuées, avec seulement les 3e et 5e (reconstruite) divisions jugées aptes à continuer l'action. Le 5 octobre, le corps australien fut mis au repos et ne reprit pas les combats jusqu'à la fin de la guerre.
Au Moyen-Orient, la cavalerie passa l'été dans la vallée du Jourdain avant la première offensive britannique lors de la dernière bataille de Megiddo. Le 10e régiment de cavalerie fut la première unité alliée à atteindre Damas.
Un total de 331 814 Australiens ont été envoyés à l'étranger pour servir dans le cadre de l'AIF, ce qui représentait 13 % de la population masculine d'origine européenne. Quelque 2 100 femmes ont servi avec le 1er AIF, principalement des infirmières. 18 % (61 859) combattants qui ont servi dans l'AIF ont été tués. Le pourcentage de victimes (tués ou blessés) était de 64 %, ce qui semble le pourcentage le plus élevé de tous les pays qui ont pris part à la Première Guerre mondiale. Ce taux d'accidents a été favorisé par un perpétuel manque d'entraînement des seuls volontaires qui firent partie de ces forces pour la durée de la guerre, l'Australie étant le seul dominion britannique à agir ainsi. Deux référendums sur la conscription furent rejetés, et le volontariat continua d'être appliqué, mais avec beaucoup de difficultés de recrutements à la fin de la guerre. L'AIF a également eu un taux de désertion les plus élevés de tous les pays, principalement parce que la peine de mort n'était pas en vigueur. Il est également important de rappeler en ce qui concerne cette statistique que la grande majorité des déserteurs rentraient volontairement dans leur unité, à la différence de ceux des autres armées.

## 1919 - 1939
Après la fin de la Première Guerre mondiale, l'armée australienne connut une réduction spectaculaire de ses forces armées. Il restait encore un grand nombre de postes de volontaires à pourvoir mais, en raison de la Grande Dépression, les postes vacants furent rapidement pourvus, car c'était des emplois stables et relativement bien rémunérés. 
Le contingent de soldats envoyés en Grande-Bretagne pour le couronnement du roi George VI, en 1937, fut le premier détachement australien à monter la garde royale, à Londres.

### Seconde Guerre mondiale
Lorsque la guerre éclata entre la Grande-Bretagne et l'Allemagne en 1939, l'Australie a une population de 6,8 millions d'habitants. L'armée de terre dispose de moins de 8 000 militaires d'active et de 80 000 miliciens partiellement entraînés.
Le 2e groupement expéditionnaire (2 AIF) fut formé pour combattre en France. Il était composé de quatre divisions recrutées en 1939 et 1940: les 6e, 7e, 8e et 9e divisions. C'est le général Thomas Blamey qui en fut nommé commandant en chef.
Le service militaire obligatoire fut réintroduit: tous les hommes de plus de 21 ans durent suivre une formation militaire de trois mois avec les milices. Toutefois, afin d'assurer la défense du pays, les membres des milices furent empêchés de s'engager dans le corps expéditionnaire.

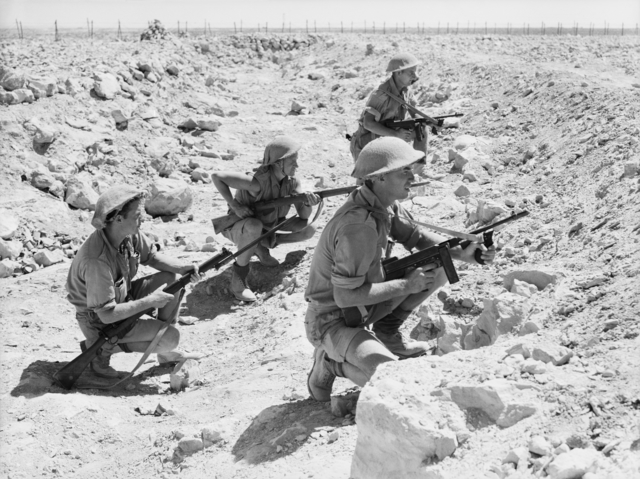
Une patrouille du 13e bataillon d'infanterie à Tobrouk.

Après que les forces britanniques se sont retirées de France face à la Blitzkrieg allemande, les 6e, 7e et 9e divisions, comme le 1er corps d'armée, furent envoyés en Égypte. Dès la fin de 1940, les divisions firent face individuellement aux forces allemandes ou italiennes en Afrique du Nord durant la guerre du désert. La 6e division eut ensuite de nombreuses victimes en Grèce et en Crète, et 3 000 de ses membres furent faits prisonniers lors de cette campagne. Le 7e division fut à la base du succès de l'invasion du Liban et de la Syrie contrôlé par les troupes du gouvernement français de Vichy en 1941. La 9e division et une partie de la 7e jouèrent un  important et célèbre rôle défensif lors du siège de Tobrouk.
En 1941, le gouvernement australien commença à lever une 1e division blindée, dans le cadre de groupement expéditionnaire.
Comme la crainte d'une guerre avec l'empire du Japon augmentait, la plus grande partie de la 8e division fut envoyée à Singapour pour renforcer la garnison britannique et les autres bataillons furent déployés dans les îles au nord de l'Australie, à Rabaul, Ambon et au Timor. À la suite d'une courte mais sanglante campagne en Malaisie et dans les îles environnantes, la quasi-totalité de la 8e division fut perdue, lorsque les forces japonaises beaucoup plus puissantes balayèrent l'Asie du Sud-Est, au début de l'année 1942. À l'automne, rien qu'à Singapour, plus de 15 000 soldats australiens furent faits prisonniers. Les 6e et 7e divisions furent rappelées en Australie, le pays voulant pouvoir faire face à la perspective d'une invasion. Bien que Winston Churchill ait demandé que les deux divisions soient envoyées en Birmanie, le premier ministre australien John Curtin refusa d'accéder à cette demande, mais il autorisa deux brigades de la 6e division à rester à Ceylan où elles participèrent à la défense de l'île au cours des premiers mois de 1942.
Blamey fut nommé commandant en chef des forces australiennes en mars 1942; au mois d'avril, il réorganisa grandement toute l'armée : le nom de Première-Armée qui, auparavant, faisait référence à une formation de la milice, fut attribué au Ier corps, qui fut porté à la taille d'une armée par l'inclusion de divisions de la milice. Au début; la 1e Armée de terre eut la responsabilité de la défense du Queensland et du nord de la Nouvelle-Galles du Sud. La seconde armée fut chargée du sud-est de l'Australie ; les autres composantes de la défense de l'Australie furent le IIIe corps (en Australie-Occidentale), le groupement du Territoire du Nord et celui de Nouvelle-Guinée. La conscription fut effectivement appliquée au milieu de 1942, lorsque tous les hommes de 18 à 35 ans, et les célibataires de 35 à 45 ans, durent faire partie de la milice. En outre, les forces blindées furent largement développées. L'effectif de l'armée de terre au 1er janvier 1944 est de 425 000 hommes.
En février 1942, un changement dans les règlements indiqua que, si 75 % de l'effectif d'une unité de la milice était volontaire pour faire partie d'un groupement expéditionnaire, l'unité passait dans l'AIF. À l'époque, les éléments de la milice étaient souvent méprisés parce qu'ils ne participaient pas à la lutte contre l'ennemi à l'étranger. Néanmoins, les unités de la milice s'étaient distinguées et avaient subi des pertes extrêmement importantes en 1942, en Nouvelle-Guinée, qui était alors un territoire australien. L'exemple le plus marquant fut le 39e bataillon de la milice, formé en très grande majorité d'éléments très jeunes, non qualifiés et mal équipés, qui se distinguèrent et subirent de lourdes pertes, dans leur obstinée lutte d'arrière-garde sur la piste de Kokoda. 
À la fin de 1942, la 7e division commença à soulager la milice en Nouvelle-Guinée. En août, alors que les batailles de la piste de Kokoda faisaient rage, les unités de la milice et la 7e division formèrent la majeure partie des forces australiennes qui, lors de la bataille de la baie de Milne, infligèrent purement et simplement leur première défaite aux forces terrestres japonaises. Les 6e et 7e divisions, avec des unités de la milice et des éléments de la 1e armée blindée, formèrent une grande partie des forces alliées qui détruisirent les principales tête de pont japonais en Nouvelle-Guinée, lors de la bataille de Buna-Gona.
En 1943, la loi sur la défense fut modifiée afin de permettre aux unités de la milice de servir au nord de l'équateur, en Asie du Sud-Est.
La 9e division resta en Afrique du Nord et s'y distingua lors de la seconde bataille d'El Alamein puis, après que la victoire sur Rommel fut assurée, retourna en Australie en 1943. Cette même année, elle fut envoyée dans la bataille contre les forces japonaises en Nouvelle-Guinée.
Le général Douglas MacArthur, commandant suprême des forces alliées dans le Pacifique Sud-Ouest, fut chargé de superviser les forces australiennes. Après la reddition des forces alliées aux Philippines, les forces terrestres australiennes représentèrent la presque quasi-totalité des forces terrestres du général MacArthur. Cependant, lorsque les forces américaines furent reconstituées, les forces australiennes furent de plus en plus utilisées pour des missions secondaires. La campagne de Bougainville après le départ des forces américaines en est considérée comme un exemple parfait.
La 1e armée eut la responsabilité des opérations de nettoyage et de contrôle des zones qui bordaient celles traversées par les forces américaines lors de leur progression d'île en île vers le Japon. Les unités australiennes furent également responsables de la dernière phase des opérations amphibies au cours de la guerre du Pacifique: les attaques contre l'île de Bornéo occupée par les japonais, y compris Tarakan, Brunei, Sabah, Balikpapan et d'autres objectifs au Sarawak.
Pendant ce temps, les prisonniers australiens du Japon, étaient souvent détenus dans des conditions inhumaines, comme à la prison de Changi, ou au Japon lui-même. Certains ont également été soumis à un travail forcé sévère, comme la construction d'une voie de chemin de fer en Birmanie, ou forcer à faire des marches sur de longues distances comme sur Sandakan. Il y eut un très haut taux de mortalité parmi les prisonniers alliés des Japonais.
Une invasion de l'île japonaise de Honshu fut planifiée en 1946, l'opération Coronet, qui aurait probablement inclus la 10e division australienne, formée à partir d'éléments prélevés dans le reste de l'armée. Toutefois, les attaques nucléaires sur Hiroshima et Nagasaki, provoquèrent la reddition du Japon sans que l'invasion ne soit nécessaire. 
Le service militaire obligatoire prit fin en 1945, la plupart du personnel fut démobilisé à la fin de 1946.
Sur plus de 724 000 militaires pendant la Seconde Guerre mondiale, près de 400 000 ont servi en dehors de l'Australie. Plus de 18 000 sont morts, 22 000 ont été blessés et plus de 20 000 ont été faits prisonniers de guerre.
Les chiffres pour l'armée de terre au 14 août 1945 étant de :
- 13 360 morts ;
- 36 064 blessés ;
- 3 823 disparus ;
- 24 839 prisonniers de guerre.

### L'occupation du Japon
La force d'occupation du Commonwealth britannique (British Commonwealth Occupation Force ou BCOF), qui regroupait les armées australiennes, britanniques, indiennes et néo-zélandaises occupa le Japon du 21 février 1946 jusqu'à la fin de l'occupation en 1952.
Globalement, les Australiens composèrent de loin la plus grande proportion de la BCOF. À son apogée, la BCOF compta 40 000 personnes, soit environ 10 % du personnel militaire américain au Japon. 
Le contingent de l'armée australienne fut centré au départ autour de la 34e brigade d'infanterie, qui avait été formée à partir de volontaires de la milice et de l'armée sur Morotai à la fin de 1945. Les trois bataillons de la brigade furent rebaptisés par la suite pour former le Royal Australian Regiment en 1947. Le commandement de la BCOF a toujours été assuré par un officier de l'armée australienne.
Alors que les forces américaines étaient responsables du gouvernement militaire, la BCOF fut chargée de superviser la démilitarisation et l'élimination du matériel de guerre japonais. La  BCOF fut également responsable de l'occupation de préfectures de Shimane, Yamaguchi, Tottori, Okayama, Hiroshima et de l'île de Shikoku. Le siège de la BCOF était à Kure.